# Chromosoom 5
Chromosoom 5 is een chromosoom in het menselijk lichaam dat ongeveer 181 miljoen basenparen DNA bevat. Het staat voor 5,5 tot 6 procent van het totale DNA in cellen.
Op chromosoom 5 zijn 61 genen bekend (anno 2008) die de oorzaak van een ziekte kunnen vormen.

## Te herleiden aandoeningen
Aanleg voor onder meer de volgende aandoeningen is te herleiden tot een fout (een verkeerde structuur of aantal basenparen) op chromosoom 5:
- Eén gen voor een hormoonreceptor zorgt voor zowel een gevoeligheid voor astma als voor obesitas
- vathaarheid voor difterie-infectie
- Ziekte van Hartnup
- SMA (waarschijnlijk)
- Cri-du-chatsyndroom

1 ·
2 ·
3 ·
4 ·
5 ·
6 ·
7 ·
8 ·
9 ·
10 ·
11 ·
12 ·
13 ·
14 ·
15 ·
16 ·
17 ·
18 ·
19 ·
20 ·
21 ·
22 ·
X ·
Y